# Waleri Jewgenjewitsch Jewtuchowitsch

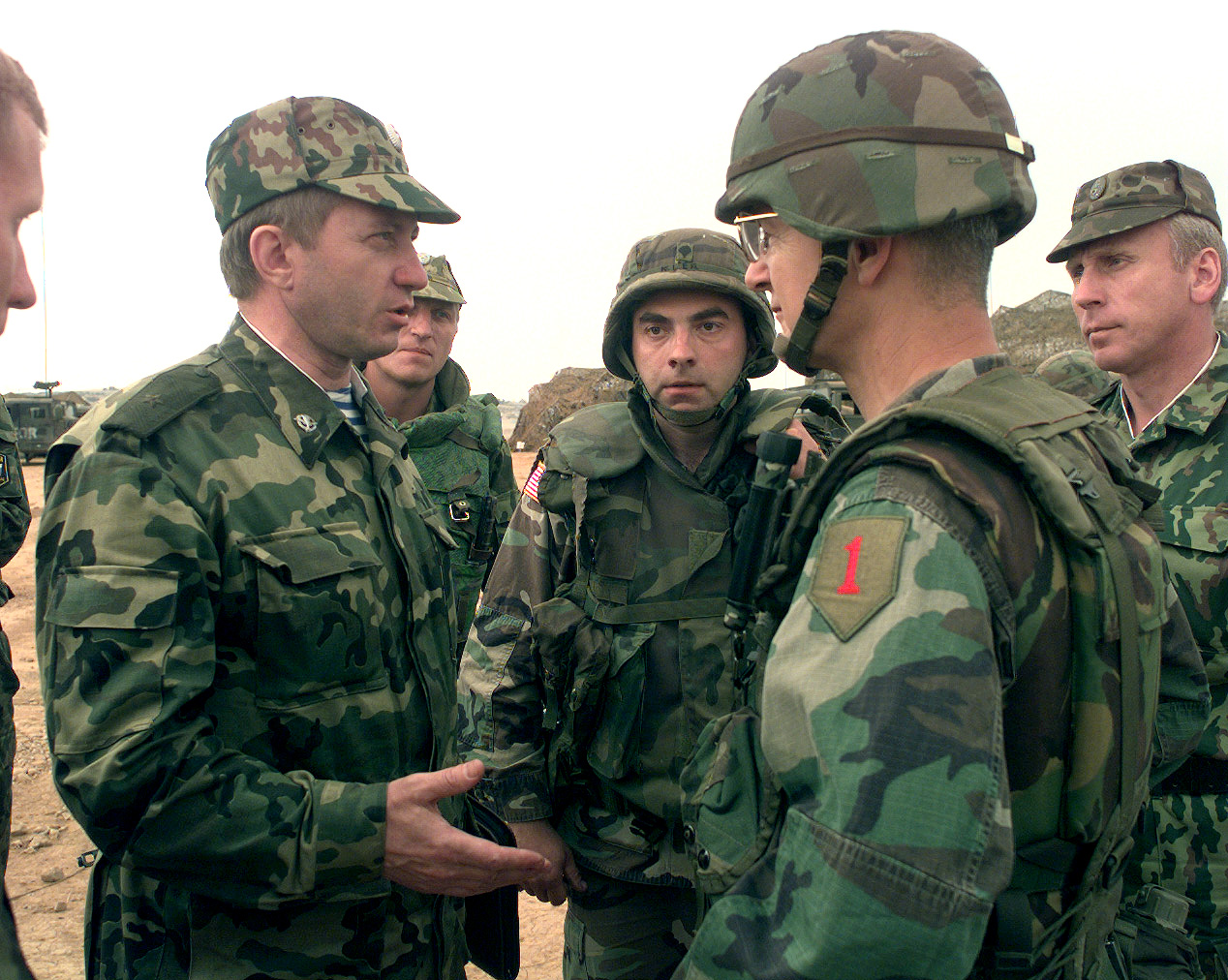
Waleri Jewtuchowitsch (links) mit US-Brigadegeneral Bantz J. Craddock (2. v.r.) im Kosovo, 1999

Waleri Jewgenjewitsch Jewtuchowitsch (russisch Валерий Евгеньевич Евтухович; * 17. April 1954 in Wjasma) ist ein russischer Offizier.
Von 2007 bis 2009 war Jewtuchowitsch als Generalleutnant Oberbefehlshaber der russischen Luftlandetruppen.